# Pectis venezuelensis
Pectis venezuelensis là một loài thực vật có hoa trong họ Cúc. Loài này được Steyerm. mô tả khoa học đầu tiên năm 1953.